# Вольные Кусони

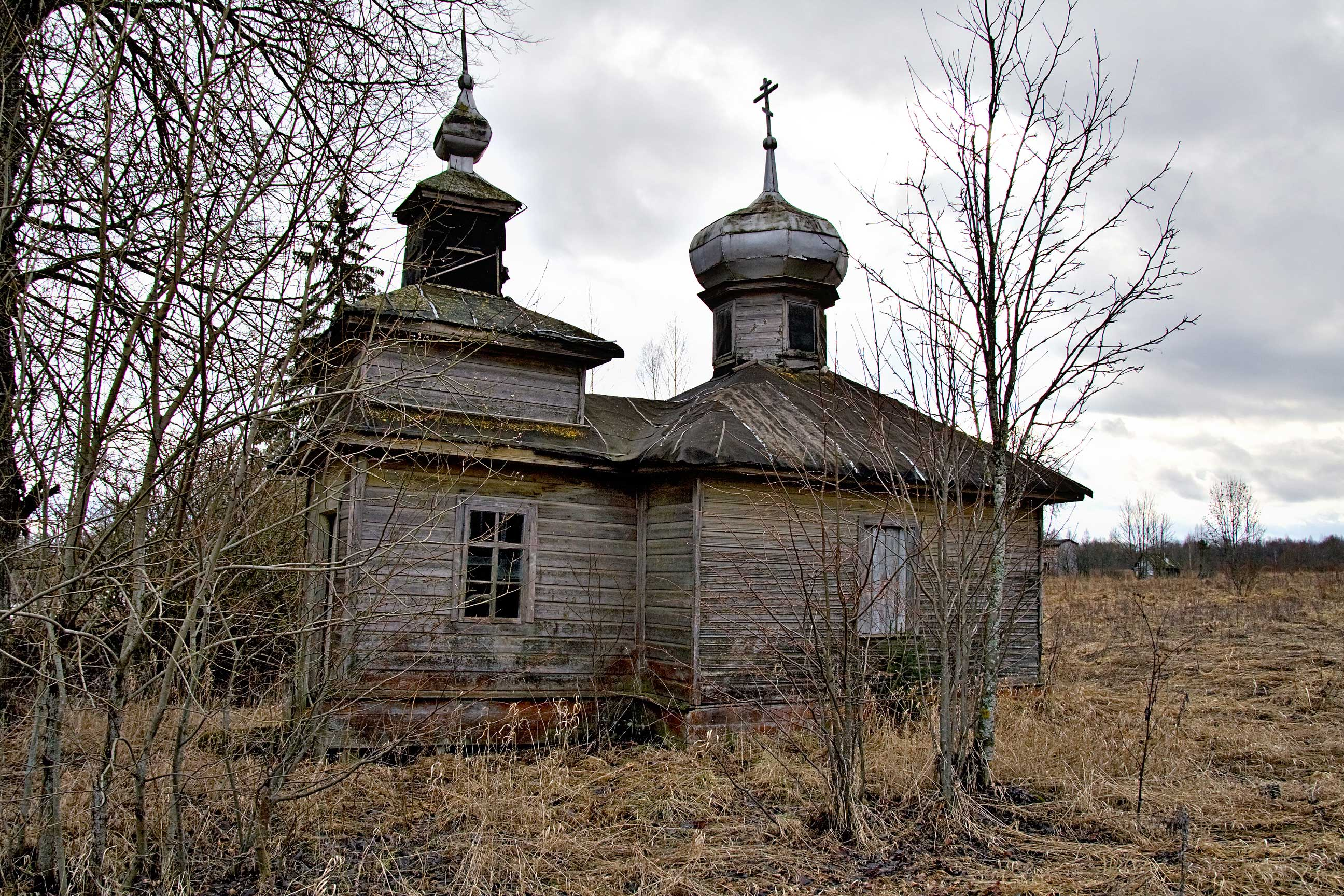
Деревянная часовня, 2008 год

Вольные Кусони — деревня в Батецком муниципальном районе Новгородской области, с весны 2010 года относится к Мойкинскому сельскому поселению.
Деревня расположена на северо-западе области, на севере района, у административной границы с Лужским районом Ленинградской области, на автодороге из Вольной Горки, через Велегощи в Савлово. Вольные Кусони находятся на высоте 47 м над уровнем моря. Площадь территории деревни — 45 га.

## История
В Великую Отечественную войну деревня находилась на оккупированной немцами территории, занята советскими войсками в феврале 1944 года. До весны 2010 года относилась к Вольногорскому сельскому поселению.

## Достопримечательности
У въезда в деревню есть деревянная часовня

## Происшествия
В апреле 2002 года в деревне на пожаре сгорели 18 домов (16 дачных и 2 жилых)